# Vata (insecto)
Vata es un género de coleópteros adéfagos de la familia Carabidae.

## Especies
Contiene las siguientes especies:
- Vata gracilipalpis (W. Horn, 1909)
- Vata thomsoni (Perroud, 1864)